# Doctor Who and the Silurians
Doctor Who and the Silurians (Doctor Who y los Silurians) es el segundo serial de la séptima temporada de la serie británica de ciencia ficción Doctor Who, emitido originalmente en siete episodios semanales del 31 de enero al 14 de marzo de 1970. Marca la primera aparición de la raza de los Silurians.

## Argumento
Un edificio de investigación de energía nuclear construido en una red de cavernas en Wenley Moor está experimentando misteriosos bajones de energía y un alto índice de colapsos mentales. Llaman a UNIT para investigar, y el Tercer Doctor y Liz Shaw se encuentran con el Brigadier Lethbridge-Stewart en la planta. Mientras exploran las cavernas, uno de los trabajadores del centro es asesinado, con heridas que parecen como marcas de grandes garras, y su compañero tiene la mente tan traumatizada que lo único que puede hacer es realizar primitivos dibujos de criaturas reptilianas en las paredes de la caverna. Lawrence, el director, no se toma bien la presencia de UNIT al pensar que interferirá con el trabajo en la planta, que está intentando un nuevo proceso para convertir energía nuclear directamente en corriente eléctrica. En una esquina, el Dr. Quinn, director suplente, discute con la Srta. Dawson, su asistente, cuando ella protesta de que deberían evitar que "ellos" se llevaran la energía. El mayor Baker, el jefe de seguridad, piensa que hay un saboteador en el centro, y el Doctor descubre que alguien ha estado manipulando los registros de operaciones del reactor nuclear. Cuando el Doctor se abre paso a las cavernas, está a punto de ser atacado por una criatura similar a un dinosaurio antes de que un extraño silbido la haga alejarse...

### Continuidad
Esta historia marca la primera aparición del coche vintage amarillo del Doctor, Bessie. El Doctor remarca en este episodio: "Sabes, estoy empezando a perder la confianza por primera vez en mi vida, y eso quiere decir varios miles de años". Este comentario añade un punto de conflicto más entre las muchas edades diferentes del Doctor a lo largo de los años en la serie.
El término "Silurian" nunca es utilizado por las criaturas mismas, solo por los humanos y el Doctor. Su uso provocó muchas cartas de científicos y geólogos protestando de que era imposible que una forma reptil hubiera existido en el periodo Silúrico. Después en The Sea Devils, el Doctor admite que el nombre "Silurian" no es adecuado y dice que deberían ser llamados "Eocenos", una vez más un nombre inadecuado para la época de las criaturas. Ambos nombres se mencionan en La Tierra hambrienta (2010), junto con el más genérico "Homo reptilia".
Los demonios del mar, los primos acuáticos de los silurians, aparecerían en The Sea Devils (1972). Ambas razas regresarían en Warriors of the Deep (1984), donde ambas usarían el nombre "Silurian" para referirse a sí mismos.

## Producción
| Episodio    | Fecha de emisión      | Duración | Espectadores en millones | Estado en el archivo      |
| ----------- | --------------------- | -------- | ------------------------ | ------------------------- |
| Episodio 1  | 31 de enero de 1970   | 24:15    | 8,8                      | Restauración de color PAL |
| Episodio 2  | 7 de febrero de 1970  | 23:08    | 7,3                      | Restauración de color PAL |
| Episodio 3  | 14 de febrero de 1970 | 23:16    | 7,5                      | Restauración de color PAL |
| Episodio 4  | 21 de febrero de 1970 | 25:00    | 8,2                      | Restauración de color PAL |
| Episodio 5  | 28 de febrero de 1970 | 23:58    | 7,5                      | Restauración de color PAL |
| Episodio 6  | 7 de marzo de 1970    | 24:15    | 7,2                      | Restauración de color PAL |
| Episodio 7  | 14 de marzo de 1970   | 22:55    | 7,5                      | Restauración de color PAL |
| [ 2 ] [ 3 ] |                       |          |                          |                           |

Tras la historia anterior, los productores Derrick Sherwin y Peter Bryant (que originalmente iba a ser acreditado como productor en esta historia) fueron transferidos a la serie de televisión Paul Temple, y la BBC pretendía que Barry Letts se convirtiera en el productor. Sin embargo, Letts estaba comprometido en otra producción y no estaría libre hasta después de que el rodaje en exteriores de Silurians estuvo completado. El editor de guiones Terrance Dicks y su asistente Trevor Ray compartieron las responsabilidades de producción para el trabajo en exteriores.
La música ambiental del serial fue compuesta por Carey Blyton, que también haría la música de Death to the Daleks (1974) y Revenge of the Cybermen (1975).
Esta historia fue la primera que utilizó grabaciones de estudio con cámaras en color. El anterior serial, Spearhead from Space, fue el primero en color, pero se filmó íntegramente en exteriores y en celuloide, en lugar de en cinta de video, el método estándar de grabación de la serie. Por la transición al color, el equipo de producción hizo uso por primera vez de la técnica del Chromakey, que permitía que imágenes se superpusieran a otras usando separación de color. Esta técnica se usó extensivamente en la serie durante muchos años, empezando por este serial.
El rodaje en exteriores se hizo en la estación de Marylebone en Londres, el 12 de noviembre de 1969, pero como las cintas se dañaron, hubo que filmarlas otra vez el 24 de noviembre después de que el resto del serial ya estaba acabado. Otros trabajos en exteriores se hicieron en Surrey y en Hankley Common.

### Títulos alternativos
Esta fue la única vez que se usó el nombre "Doctor Who" en pantalla en un serial (aunque el episodio 5 de The Chase se titulaba The Death of Doctor Who). Aunque era una práctica común en producción de añadir el prefijo "Doctor Who and..." a los títulos de las historias en esa época, normalmente el prefijo se eliminaba cuando el director ordenaba la creación de los títulos al departamento de rótulos. Sin embargo, esto no se hizo para esta historia en particular.
Las razones por las que pasó esto no están claras del todo. El director Timothy Combe dijo que le dieron una historia titulada Doctor Who and the Silurians y que siempre hubo la intención de usar ese título. Sin embargo, como el historiador de Doctor Who Andrew Pixley apunta, este era el primer serial de Combe como director, y no había productor en este momento, como se dice más arriba. Además, los guiones de ensayo del serial simplemente tenían The Silurians como título. Pixley teoriza que Combo no tenía idea de la práctica estándar de producción y dio orden al departamento de rótulos de que le dieran el título "correcto", como él creía que debía ser entonces.
Sea cual sea el caso, los papeles de producción desde este punto dejaron de añadir el prefijo, quizá como medida para evitar que el "equivoco" volviera a ocurrir otra vez.